# Traverser
Traverser (englisch After the Crossing) ist ein französisch-burkinisch-belgischer Dokumentarfilm der Produktionsfirma VraiVrai Films aus dem Jahr 2020 und zugleich der erste abendfüllende Film des Regisseurs Joël Akafou (Joël Richmond Mathieu Akafou). Seine Premiere hatte er bei den Internationalen Filmfestspielen Berlin 2020 in der Sektion „Forum“.

## Handlung
Inza kommt aus der Republik Côte d’Ivoire (Elfenbeinküste). Nach dem Tod seines Vaters soll er auf Beschluss seiner Familie nach Europa gehen. Ihm gelingt es über Libyen und das Mittelmeer nach Italien zu gelangen. In Turin treffen zahlreiche Geflüchtete aus der Elfenbeinküste ein. Von dort will er über die Berge nach Frankreich, was aufgrund des Wintereinbruchs vorerst nicht möglich ist. Mutter, Tante und Großmutter hatten sich verschuldet, um ihn aus einem libyschen Gefängnis freizukaufen. Nun drängen sie ihn telefonisch, er müsse Geld verdienen. Die Kamera begleitet Inza beinahe permanent, bei Gesprächen, Besuchen, Telefonaten und beim Fußballschauen. Im Gegensatz zu einem Freund kann er das Flüchtlingslager verlassen, um bei seiner Freundin Michelle und deren Kind zu wohnen, die ihm und anderen ivorischen Flüchtlingen Unterschlupf gewährt. In Frankreich hat er eine weitere Freundin, die er von ihrem Urlaubsaufenthalt her kennt. Nachdem die beiden Frauen voneinander erfahren haben, lässt die Französin ihn jedoch vor der Tür stehen, als er nach einigen Fehlschlägen beim Grenzenüberschreiten in Frankreich ankommt.

## Nachgeschichte
Auf der Filmpremiere im Berliner CinemaxX erzählte der Regisseur, dass Inza sich später mit der Französin wieder versöhnt habe und die beiden in Kürze heiraten werden.

## Kritik
Für Thekla Dannenberg, die Rezensentin beim Perlentaucher, eröffnet der Film einen „irritierenden Blick auf das Thema Migration“. Er zeige „in erschütternder Ehrlichkeit das Leben afrikanischer Flüchtlinge: Den Druck, dem sie von ihren Familien zu Hause ausgesetzt sind. Die Kälte, mit der sie in Europa zurechtkommen müssen.“ Er lasse einen aber „etwas im Unklaren, wie viel an ihm Dokumentation ist oder was inszeniert.“

## Auszeichnungen und Nominierungen
- Teilnahme an der Berlinale 2020
- Wettbewerbsnominierung um den Amnesty-Filmpreis 2020[4]